# Eutelia abscondens
Eutelia abscondens là một loài bướm đêm trong họ Noctuidae.